# Guraghe
Guraghe är en zon i Etiopien.   Den ligger i regionen Ye Debub Biheroch Bihereseboch na Hizboch, i den centrala delen av landet, 120 km sydväst om huvudstaden Addis Abeba. Antalet invånare är 1 279 646.
Guraghe delas in i:
- Enemorina Eaner
- Ejana Ewlnie